# مولداکایوو (شهرستان اوچالینسکی، باشقیرستان)
مولداکایوو (انگلیسی: Muldakayevo, Uchalinsky District, Republic of Bashkortostan) یک شهرک در شهرستان اوچالینسکی استان باشقیرستان کشور روسیه است.